# Philometra eumelusalis
Philometra eumelusalis är en fjärilsart som beskrevs av Walker 1859. Philometra eumelusalis ingår i släktet Philometra och familjen nattflyn. Inga underarter finns listade i Catalogue of Life.